# Hedingham Castle

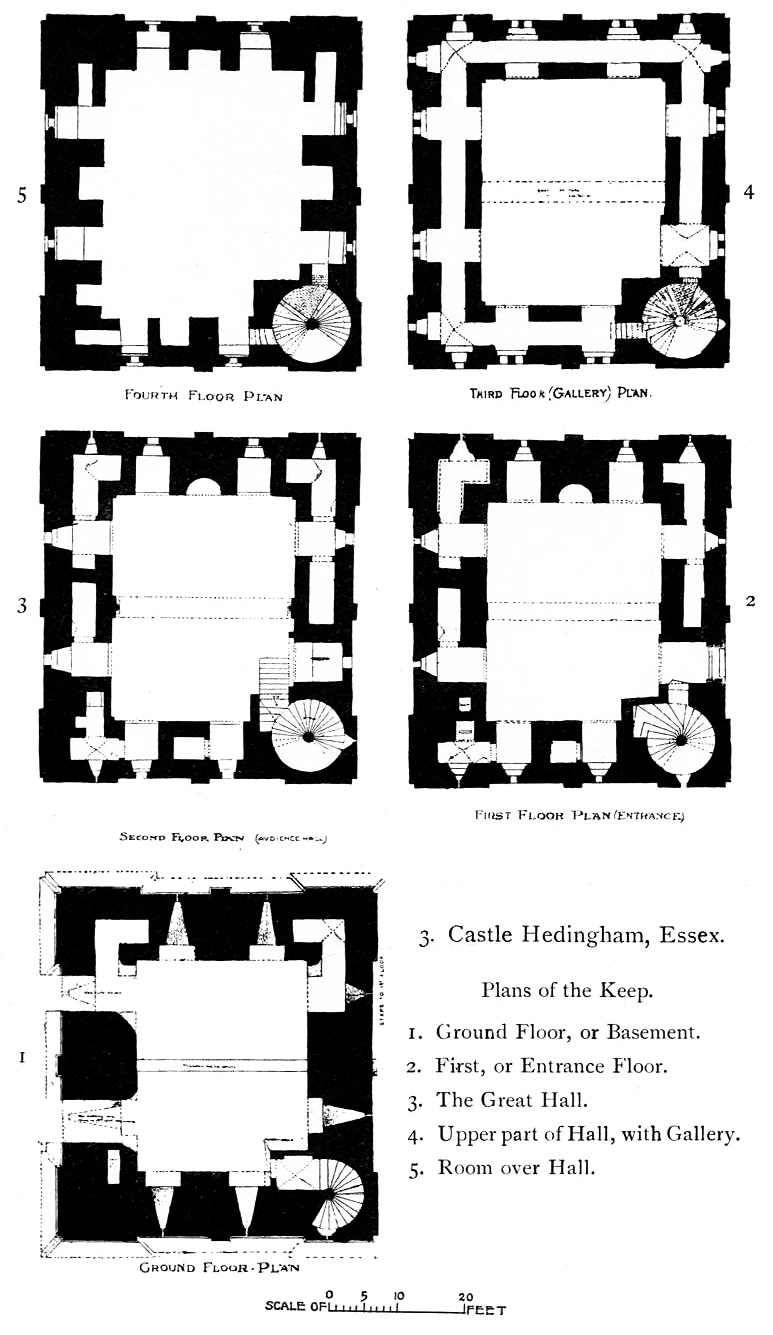
Grundriss von Hedingham Castle

Hedingham Castle ist ein als steinerner Keep auf einer Motte errichtete Burg in der Nähe des Dorfes Castle Hedingham in der englischen Grafschaft Essex. Sie befindet sich im Tal der Colne an der alten Straße von Colchester nach Cambridge und war über fünf Jahrhunderte der Stammsitz der Familie de Vere.

## Geschichte
Ein erstes Hedingham Castle wurde bereits am Ende des 11. oder zu Beginn des 12. Jahrhunderts an dieser Stelle von Aubrey I. de Vere, einem normannischen Adeligen, errichtet. Er gehörte zu den Vasallen von Wilhelm dem Eroberer, die nach dessen Erfolg von ihm mit Besitzungen belohnt wurden. Das Domesday Book aus dem Jahr 1086 verzeichnet Aubrey I. als Besitzer, das Anwesen gehörte zu den größeren Besitzungen und besaß sogar Weingärten.
Auch um die gestiegene Bedeutung der Familie zu präsentieren, wurde zwischen 1130 und 1150 unter Aubrey II. oder Aubrey III. die steinerne Hauptburg errichtet. Im Jahr 1133 wurde Aubrey II., Sohn und Erbe des ersten Aubrey, von König Heinrich I. zum Lord Great Chamberlain ernannt. 1141 wurde sein Sohn Aubrey III. von Kaiserin Matilda zum ersten Earl of Oxford ernannt. Im Rahmen des englischen Erbfolgekrieges musste er im Jahr 1143 seine Burgen an König Stephan abtreten, erhielt sie jedoch einige Jahre später wieder zurück. Mathilda von Boulogne, die Frau von König Stephan, starb am 3. Mai 1152 in Hedingham Castle.
In den Jahren 1216 und 1217 wurde die Burg während der Streitigkeiten zwischen König Johann und den vom französischen Thronfolger unterstützten rebellischen Baronen zweimal belagert. Beide Belagerungen dauerten nur kurz und endeten erfolgreich für die Belagerer.
In den folgenden Jahrhunderten blieb die Burg immer im Besitz der Familie de Vere, bis Aubrey, 20. Earl of Oxford, im Jahr 1703 ohne männlichen Erben starb. Seine Tochter Diana heiratete Charles, den 1. Duke of St. Albans, und verkaufte Hedingham Castle im Jahr 1713 an William Ashhurst. Nach dessen Tod ging das Erbe an die Familie Majendie über, in deren Besitz die Burg dann für fast 250 Jahre blieb. Sie ging dann an Thomas Lindsay über, der sowohl väterlicher- als auch mütterlicherseits von der Familie de Veres abstammte. Dessen Sohn, seine Frau und ihre Kinder bewohnen heute Hedingham Castle.

## Beschreibung
Der sehr gut erhaltene, steinerne Wohnturm liegt auf einem natürlichen Felssporn, der in westliche Richtung in das Tal der Colne hineinragt und mit einem breiten, von Norden nach Süden verlaufenden Graben vom Rest der erhöhten Landschaft abgetrennt wurde. Eine Ringmauer umgab den inneren Burghof, in dessen Zentrum der Turm steht. Ein äußerer Burghof erweiterte die Anlage in südliche Richtung und ist heute Kern der Ortschaft Castle Hedingham.
Der Turm ist nahezu quadratisch und misst 18 mal 16 Meter bei einer Höhe von über 21 Meter. Zwei der aufgesetzten Erkertürme an den Ecken des Hauptturmes fehlen, die beiden erhaltenen Erkertürme ragen noch einmal bis zu 7,6 Meter über den Rand des mit einer Brustwehr versehenen Daches hinaus. Die aus Bruchsteinen mit Kalkmörtel errichteten Wände sind an der Basis bis zu 3,4 Meter dick und verjüngen sich auf etwa 3 Meter an der Spitze. Ungewöhnlich für eine Burg in Essex ist die Verkleidung mit Quadern aus einem Steinbruch in Northamptonshire.
Der Turm ist insgesamt fünf Stockwerke hoch, wobei jedoch der zweite und dritte Stock mit einem zentralen Stützbogen zusammen die imposante Great Hall (oder Banqueting Hall) bilden. Die oberste Etage wurde wahrscheinlich erst im 15. Jahrhundert hinzugefügt und ersetzte ein pyramidenförmiges Dach.
Das einzig erhaltene mittelalterliche Bauwerk ist der Wohnturm. Alle anderen Gebäude wurden während der Tudor-Zeit ersetzt, existieren aber heute mit Ausnahme einer steinernen Brücke ebenfalls nicht mehr. Diese vierbogige Brücke aus Backsteinen verband den inneren mit dem äußeren Burghof. Zum Ende des 15. oder am Anfang des 16. Jahrhunderts errichtet, wurde sie immer wieder renoviert.
Im inneren Burghof existierte eine Kapelle, sie lag südlich des Wohnturmes.
Ein Herrenhaus, aus roten Backsteinen im Baustil der Herrschaft von Queen Anne errichtet, stammt von William Ashhurst aus der Zeit zwischen dem Kauf der Anlage 1693 und seinem Tod im Jahr 1719.